# Liège-Bastogne-Liège de 1937
A Liège-Bastogne-Liège de 1937 foi a 27.ª edição da clássica ciclista Liège-Bastogne-Liège. A carreira disputou-se no domingo 10 de abril de 1937, sobre um percurso de 211 km. O vencedor final foi o belga Éloi Meulenberg (Alcyon-Dunlop) que se impôs ao sprint a seus compatriotas Gustaaf Deloor (Colin-Wolber) e Julien Heernaert, segundo e terceiro respectivamente.

## Classificação final
| Posição | Ciclista            | Equipa             | Tempo    |
| ------- | ------------------- | ------------------ | -------- |
| 1       | Éloi Meulenberg     | Alcyon-Dunlop      | 5h49'30" |
| 2       | Gustaaf Deloor      | Colin-Wolber       | s.t.     |
| 3       | Julien Heernaert    | -                  | s.t.     |
| 4       | René Pedroli        | Birma-Hutchinson   | s.t.     |
| 5       | René Walschot       | -                  | s.t.     |
| 6       | Camille Beeckman    | Dilecta            | s.t.     |
| 7       | Albert Perikel      | De Dion-Bouton     | s.t.     |
| 8       | Maurice Cocqueriaux | -                  | s.t.     |
| 9       | Joseph Somers       | Mercier-Hutchinson | s.t.     |
| 10      | Henri Garnier       | -                  | s.t.     |